# Мішель Фейрлі
Мішель Фейрлі (англ. Michelle Fairley; нар. 1964, Колрейн, Північна Ірландія) — північноірландська акторка кіно, театру і телебачення.

## Життя та кар'єра
Народилася у 1964 році в Колрейн, Лондондеррі, Північна Ірландія.
Грала в багатьох британських телепостановках, включаючи «Чисто англійське вбивство», «Голбі Сіті» та ірландському телесеріалі «Клініка». Однією з її ранніх ролей на телебаченні була вбивця Кеті Майклс в телесеріалі «Інспектор Морс» в серії The Way Through The Woods.
19 березня 2010, було оголошено, що акторка замінить Дженніфер Елі в ролі Кетлін Старк в телесеріалі «Гра престолів», екранізації компанією HBO серії романів «Пісня льоду й полум'я» Джорджа Мартіна.
Мішель зіграла роль матері Герміони Ґрейнджер у фільмі «Гаррі Поттер та Смертельні Реліквії». Помітно, що в попередніх зйомках подружжя Ґрейнджер у кіноепопеї, у фільмі «Гаррі Поттер і Смертельні реліквії», цю роль виконувала інша акторка, Гізер Блісдейл.
Протягом багатьох років мешкає у Лондоні.

## Фільмографія (вибіркова)

### Кінофільми
| Рік  |    | Українська назва                                | Оригінальна назва                             | Роль                    |
| ---- | -- | ----------------------------------------------- | --------------------------------------------- | ----------------------- |
| 1990 | ф  | «Таємний план»                                  | Hidden Agenda                                 | Тереза Дойл             |
| 1998 | ф  | «Солдатські дочки ніколи не плачуть»            | A Soldier's Daughter Never Cries              | міс О'Шонессі           |
| 2001 | ф  | «Інші»                                          | The Others                                    | місіс Марліш            |
| 2010 | ф  | «Чат»                                           | Chatroom                                      | Розі                    |
| 2010 | ф  | «Гаррі Поттер і Смертельні реліквії: Частина 1» | Harry Potter and the Deathly Hallows – Part 1 | місіс Ґрейнджер         |
| 2013 | ф  | «Невидима жінка»                                | The Invisible Woman                           | Керолін Ґрейвс          |
| 2013 | ф  | «Філомена»                                      | Philomena                                     | Саллі Мітчелл           |
| 2013 | мф | «Механіка серця»                                | Jack and the Cuckoo-Clock Heart               | Бріжит Гелм (озвучення) |
| 2015 | ф  | «У серці моря»                                  | In the Heart of the Sea                       | місіс Нікерсон          |
| 2021 | ф  |                                                 | Nobody Has to Know                            | Міллі Макферсон         |
| 2024 | ф  |                                                 | Small Things like These                       | місіс Вілсон            |

### Телебачення
| Рік       |    | Українська назва                         | Оригінальна назва                   | Роль                                                          |
| --------- | -- | ---------------------------------------- | ----------------------------------- | ------------------------------------------------------------- |
| 1991      | с  | «Постраждалі»                            | Casualty                            | Кеті Емерік (Епізод: "Judgement Day")                         |
| 1993      | с  | «Постраждалі»                            | Casualty                            | Кейт Маґвайр (Епізод: "No Place to Hide")                     |
| 1995      | с  | «Інспектор Морс»                         | Inspector Morse                     | Кеті Майклс (Епізод: "The Way Through the Woods")             |
| 1997      | тф | «Історія Тома Джонса, найди»             | In the Heart of the Sea             | місіс Гаррієт Фіцпатрік                                       |
| 2003      | с  | «Голбі Сіті»                             | Holby City                          | Гайді Друрі (Епізод: "Keep It in the Family")                 |
| 2009      | с  | «Покидьки»                               | Misfits                             | Луїза Янг (2 епізоди)                                         |
| 2010      | с  | «Убивства в Мідсомері»                   | Midsomer Murders                    | Айріс Холман (Епізод: "The Noble Art")                        |
| 2011      | с  | «Мовчазний свідок»                       | Silent Witness                      | інспектор Сьюзі Гарт (Епізоди: "First Casualty: Parts 1 & 2") |
| 2011—2013 | с  | «Гра престолів»                          | Game of Thrones                     | Кетлін Старк (25 епізодів)                                    |
| 2013      | с  | «Форс-мажори»                            | Suits                               | Ава Гессінгтон (8 епізодів)                                   |
| 2014      | с  | «24: Проживи ще один день»               | 24: Live Another Day                | Марго Аль-Харазі (8 епізодів)                                 |
| 2014—2015 | с  | «Воскресіння»                            | Resurrection                        | Маргарет Ленґстон (13 епізодів)                               |
| 2016      | с  | «Повстання»                              | Rebellion                           | Доллі Батлер (5 епізодів)                                     |
| 2017      | с  | «Фортитьюд»                              | Fortitude                           | Фрея Леннокс (10 епізодів)                                    |
| 2017      | с  | «Біла принцеса»                          | The White Princess                  | Маргарет Бофорт (8 епізодів)                                  |
| 2017      | мс | «Пенн Зеро: Герой на півставки»          | Penn Zero: Part-Time Hero           | Королева Ігнеус (Епізод: "Rockullan, Papyron, Scissorian")    |
| 2020—2024 | с  | «Банди Лондона»                          | Gangs of London                     | Маріан Воллес (24 епізоди)                                    |
| 2023      | с  | «Бріджертони: Історія королеви Шарлотти» | Queen Charlotte: A Bridgerton Story | Августа, принцеса-вдова Уельська (6 епізодів)                 |